# József Marosi
József Marosi   (Budapest, 16 d'octubre de 1934) és un tirador d'esgrima hongarès, ja retirat, especialista en floret i espasa, que va competir durant a dècada de 1950. Era germà de la també tiradora d'esgrima Paula Marosi.
El 1956 va prendre part en els Jocs Olímpics d'Estiu de Melbourne, on disputà dues proves del programa d'esgrima. En la competició d'espasa per equips guanyà la medalla de plata, mentre en la de floret per equips guanyà la de bronze. Quatre anys més tard, als Jocs de Roma, fou quart en la prova d'espasa per equips.
En el seu palmarès també destaquen tres medalles al Campionat del Món d'esgrima, una de plata i dues de bronze, entre les edicions de 1953 i 1955, així com una medalla de plata i una de bronze a les Universíades de 1959.